# Moulton, Texas
Moulton là một thị trấn thuộc quận Lavaca, tiểu bang Texas, Hoa Kỳ. Năm 2010, dân số của thị trấn này là 886 người.

## Dân số
- Dân số năm 2000: 944 người.
- Dân số năm 2010: 886 người.